# Брокенбурр, Кеннет
Кеннет Брокенбурр (англ. Kenneth L. "Kenny" Brokenburr; род. 29 октября 1968, Уинтер-Хейвен, Флорида) — американский спринтер, чемпион Олимпийских игр 2000 года в Сиднее (Австралия).

## Биография
Брокенберр родился в Уинтер-Хейвене (Флорида). Он вырос там и окончил среднюю школу Уинтер-Хейвене в 1987 году. После школы Брокенберр поступил в Баптистский колледж Уэйланда в Плейнвью (штат Техас). Там, будучи второкурсником в 1989 году, он стал чемпионом Национальной ассоциации студенческого спорта (NCAA) в беге на 200 метров. В 1991 году, на этот раз в качестве выпускника колледжа Святого Августина в Роли (Северная Каролина) Брокенберр стал чемпионом NCAA в беге на 100 метров.
После попытки участвовать в летних Олимпийских играх 1992 года в Барселоне (Испания), Брокенберр сделал перерыв в карьере с 1993 по 1995 год.

### Карьера
В 1996 году Брокенберр вернулся в лёгкую атлетику как профессиональный бегун. Он действовал как собственный агент, использовал Джорджа Уильямса в качестве своего тренера и спонсировался Nike.
К 1997 году Брокенберр сократил своё личное лучшее время в беге на 100 метров до 10,04 секунды и достиг своего первого национального рейтинга (10 место) среди бегунов США из 100. Три года спустя, в 2000 году, Брокенберр поднялся на 5 место среди бегунов США в беге на 100 метров и 7 место в беге на 200 метров. За это время он установил ещё один личный рекорд, пробежав 200 метров за 20,04 секунды.
15 июля 2000 года во время квалификации на летние Олимпийские игры 2000 года в Сиднее Брокенберр финишировал пятым из восьми бегунов в финальном забеге в эстафете 4×100 метров. Это впервые в его карьере принесло ему место в национальной сборной США по лёгкой атлетике, но он пробежал всего несколько пробных забегов в рамках подготовки к финалу 4×100 метров на Олимпийских играх. Брокенберр бежал на последнем этапе эстафете, и американская команда выиграла золотую медаль с результатом 37,61 с, опередив команды Бразилии и Кубы.